# Georges Pouchet
Pour les articles homonymes, voir Pouchet.
Charles Henri Georges Pouchet, né le 26 février 1833 à Rouen et mort le 29 mars 1894 à Paris, fils du naturaliste Félix Archimède Pouchet (1800-1872) et petit-fils de Louis Ézéchias Pouchet, est un naturaliste et anatomiste français qui se spécialisa dans l’anatomie comparée des poissons et des cétacés. Il fut professeur d'anatomie comparée au Muséum national d'histoire naturelle, à Paris, titulaire de la chaire d'Anatomie comparée de 1879 jusqu'à son décès en 1894, et directeur du laboratoire maritime de Concarneau.
Il est l'un des premiers défenseurs du polygénisme, une théorie racialiste qui suppose que l'humanité est composée de plusieurs lignées différentes ou races d'humains.

## Biographie
Reçu docteur en médecine et docteur ès sciences, il participe à une exploration scientifique pour tenter de trouver les sources du Nil (1856) puis publie un essai d'anthropologie : De la Pluralité des races humaines (1858, traduit en anglais en 1864). Admis au Muséum d'Histoire Naturelle en qualité d'aide-naturaliste et chef des travaux anatomiques, il est destitué en 1869 à la suite d’un pamphlet paru dans L'Avenir national ou il proteste contre la transformation du Muséum en école d’agronomie. En 1875, il est réintégré dans l’Université en qualité de suppléant de Paul Bert à la Sorbonne et maître de conférences à l’École normale supérieure. Il est rétabli au Muséum d'Histoire Naturelle en 1879, cette fois à la chaire d’Anatomie comparée, où, valorisant le fruit de ses explorations, il se consacre à l’étude de l’anatomie des poissons et des cétacés. L'année suivante, il obtient la charge de  directeur du laboratoire maritime de Concarneau. C'est à lui que l’on doit la présentation des spécimens dans la Galerie d’Anatomie comparée. En 1892, il prend part à une expédition polaire depuis le Svalbard et l'île Jan Mayen.

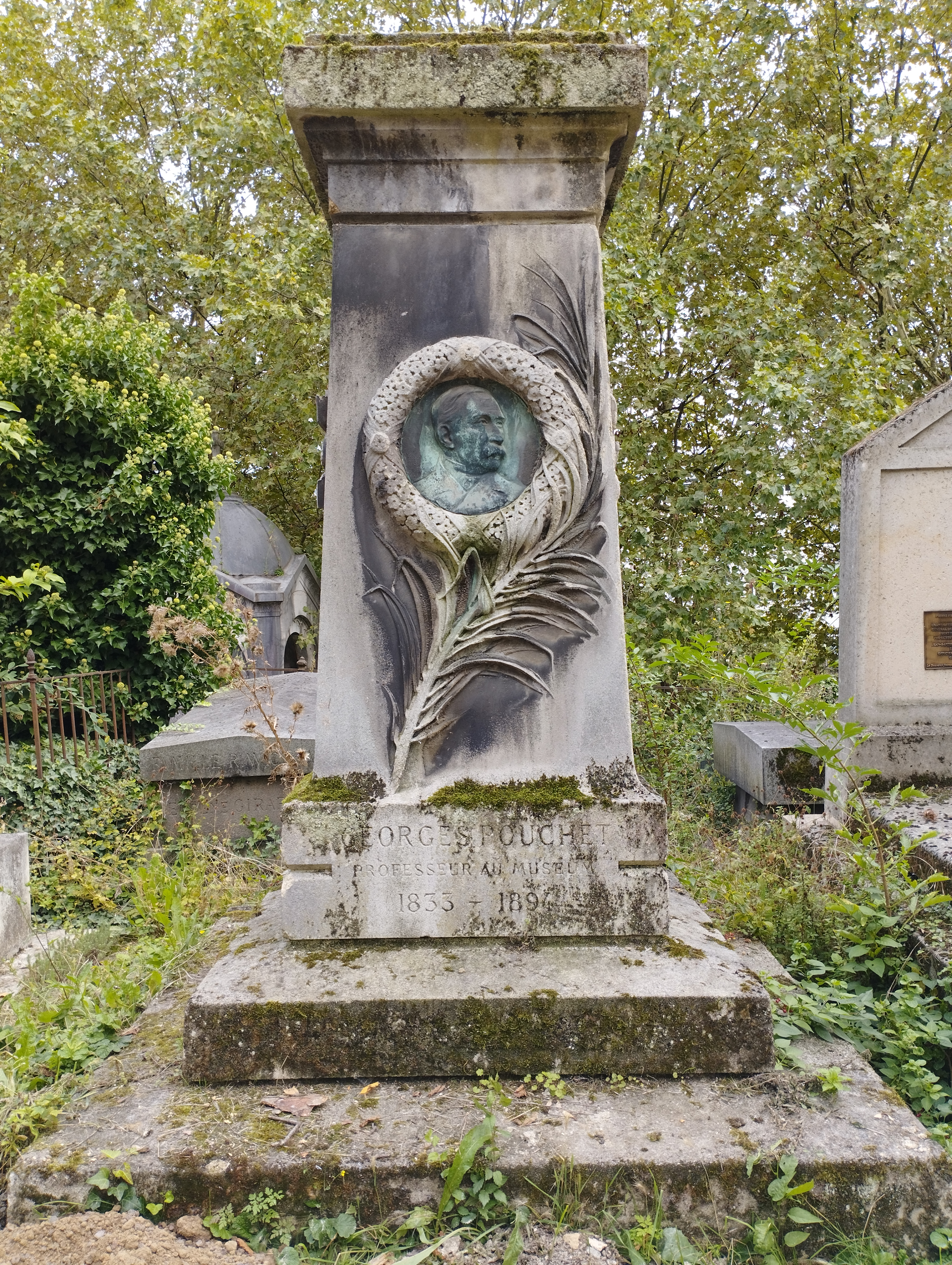
Tombe de Georges Pouchet au cimetière du Père-Lachaise (division 36).

Il meurt le 29 mars 1894 à son domicile au 23 rue Bizet à Paris 16e. Il est inhumé au cimetière du Père-Lachaise (36e division).

## Distinctions
- Chevalier de la Légion d'honneur (décret du 14 juillet 1880)[5]

## Pouchet et les galeries d'Anatomie comparée et de Paléontologie
Cofondateur dès le début des années 1890 des galeries d'Anatomie comparée et de Paléontologie (au Jardin des plantes à Paris), Georges Pouchet est le principal concepteur de la galerie d'Anatomie comparée (les deux autres cofondateurs étant Albert Gaudry pour la galerie de Paléontologie et Ernest Hamy pour les collections d'anthropologie du deuxième étage, migrées depuis 1937 au musée de l'Homme).
Le bâtiment de ces galeries fut inauguré le 21 juillet 1898, quatre ans après la mort de Pouchet, mais ses collègues Henri Neuville et Henri Filhol firent suivre à la lettre ses indications et encore de nos jours les squelettes, spécimens et échantillons en exposition dans la galerie d'Anatomie comparée suivent l'agencement prescrit par Pouchet. La seule exception faite à cet agencement originel est celle d'un nombre très réduit de vitrines que le Muséum a réorganisées depuis 1998 à des fins de pédagogie lors d'une exposition intitulée « Ossements » qui, devenue permanente depuis, visait à fêter le premier centenaire du bâtiment. Aussi, à la fin des années 1960, la vitrine des oiseaux, telle qu'originellement conçue à la fin du XIXe siècle, fut modifiée. Après une sensible réduction du nombre de spécimens en exposition, une trentaine d'espèces représentatives du groupe furent placées par le biais de supports escamotées à l'intérieur des os, de la sorte que certains de ces squelettes d'oiseaux donnaient l'impression d'être en vol. En 2012, cette vitrine fut à nouveau réaménagée en suivant le plan voulu dans les années 1890 par Pouchet et ses collaborateurs.

## Pouchet dans la France duXIXesiècle
Pouchet était aussi un ami de Flaubert, de Maupassant et de Céard et eut quelques contacts avec Zola.
Maupassant lui dédia la nouvelle La Mère sauvage en 1884.